# Мурундава
20°17′05″ пд. ш. 44°19′03″ сх. д. / 20.284722222222° пд. ш. 44.3175° сх. д.
Мурундава (малаг. Morondava) — місто в Мадагаскарі, столиця регіону Менабе. Розташоване в дельті річки Мурандава.

## Населення
За переписом 2018 року населення міста становило 53 510 осіб. Основу населення складають представники народу сакалава. У місті також проживають бетсілео, цімігеті, меріна, макоа та європейці.

## Визначні пам'ятки
Неподалік міста знаходиться Алея баобабів. Це 800-річна спадщина густих тропічних лісів, які колись тут процвітали. З роками, коли населення країни зростало, ліси постійно вирубувалися, залишалися лише баобаби, які місцеві жителі зберегли з релігійних міркувань.
Від міста лежить дорога до національного парку Цінгі-де-Бемарага, що знаходиться за 150 км на північ від Мурундави. За 60 км на південь знаходиться заповідник Андраномена.